# Sandra Guazzotti
Sandra Guazzotti (22 de febrero de 1967) es una ejecutiva de nacionalidad argentina radicada en Chile. Es gerente general de Oracle Chile. Trabaja en el mercado de Tecnología de la Información, contribuyendo al desarrollo global en los sectores de TI y financiero de Oracle. Además, trabaja en la transformación de negocios de la compañía hace 20 años.
Recientemente fue distinguida por segunda vez como una de las "100 Mujeres Líderes en Chile" por Mujeres Empresarias y el periódico El Mercurio. Adicionalmente, Sandra es presidenta del Directorio de la Cámara de Comercio Chilena Americana (AmCham); miembro del Directorio de la Fundación Panamericana de Desarrollo y forma parte de Women Corporate Directors (WCD) en Chile.

## Biografía
Sandra cursó Relaciones Internacionales en la Universidad de Tsukuba ubicada en Japón, además, estudió Derecho en la Universidad de Buenos Aires (UBA). Posteriormente obtuvo el diploma en Alta Dirección del ESSE - Universidad de Los Andes en Chile. Recientemente, obtuvo la certificación en Dirección de Compañías otorgada por el Instituto de Directores (IoD) del Reino Unido. Antes de ingresar a Oracle en 1999, la ejecutiva ocupó varios cargos en la industria de servicios financieros en Japón y Argentina. Dentro de su experiencia laboral, fue directora financiera de Netherfield Corporation y trabajó en Bank Boston y el Banco República de Buenos Aires, Argentina.
Tiene más 20 años de experiencia en TI, finanzas, management, transformación digital y gobierno corporativo, y lidera Oracle Chile como gerente general desde junio de 2018, cargo que ya había ocupado desde 2011 al 2014. Actualmente dedicase a la transformación digital de las empresas, principalmente con énfasis en la implementación de sistemas autónomos y la utilización de inteligencia artificial.
Su trayectoria laboral llevó a la ejecutiva a ser invitada a presidir la Cámara Americana de Comercio de Chile (AmCham) para el período 2019-2020.
Dentro de su participación en la compañía, contribuyó en la implementación de soluciones para estandarizar los datacenters del Banco de Chile; siendo el primer proyecto de este tipo realizado en el sector bancario del país y América Latina.
En 1999, Sandra ingresó a Oracle para liderar la división de Finanzas para el cono sur de Latinoamérica, expandiendo posteriormente su responsabilidad a toda América Latina, África y el Medio Oriente.
Dentro de su trayectoria profesional, fue Vicepresidenta de Soluciones de Inversión y Financiamiento de Oracle para Asia Pacífico, con base en Singapur (del 2014 al 2017), y Vicepresidenta de Ventas Corporativas en Oracle Japón (del 2017 al 2018). También se desempeñó como copresidenta del Comité TIC de la Cámara de Comercio Estadounidense (AmCham) en Singapur, entre 2016 y 2017.

## Premios
| Empresa     | Premio                         | Año  |
| El Mercurio | "100 Mujeres Líderes de Chile" | 2011 |
| El Mercurio | "100 Mujeres Líderes de Chile" | 2018 |

## Reconocimientos
- Miembro de Women Corporate Directors (WCD) por el reconocimiento como pionera en la nueva economía.
- Consejo de la Cámara Americana de Comercio do Chile (AmCham) de 2012 al 2015.[9]
- Miembro de la Cámara Americana de Comercio de Singapur de 2016 al 2017[13]
- Presidenta de la Cámara Americana de Comercio do Chile (AmCham) en el periodo 2019 al 2020, debido a su destacada gestión como ejecutiva de Oracle.[9]